# Friedrich Seethaler
Friedrich Seethaler (* 10. September 1901 in Straßburg; † 19. August 1994 in Tübingen-Bebenhausen) war ein deutscher Verwaltungsbeamter und Kommunalpolitiker.

## Leben
Seethaler war zunächst als Verwalter und Berater für Charlotte zu Schaumburg-Lippe, der Witwe des letzten Königs von Württemberg Wilhelm II., tätig. Ab 1946 war er Direktor der Beratenden Landesversammlung des Landes Württemberg-Hohenzollern und anschließend des Landtags für Württemberg-Hohenzollern. Der Sitz des Landtags war das Kloster Bebenhausen in Seethalers Heimatort. Er amtierte bis 1952, als das Land Württemberg-Hohenzollern im neugeschaffenen Land Baden-Württemberg aufging. Im Jahr 1961 wurde Seethaler nach der Dienstenthebung Willy Körners mit der Wahrnehmung der Geschäfte des Direktors beim Landtag von Baden-Württemberg beauftragt. Er amtierte bis 1963.
Nach seiner Pensionierung wurde Seethaler Bürgermeister von Bebenhausen. Er blieb im Amt, bis Bebenhausen 1974 nach Tübingen eingemeindet wurde. Anschließend war er noch bis 1980 Ortsvorsteher des Dorfes.

## Ehrungen und Auszeichnungen
- 1967: Bundesverdienstkreuz 1. Klasse[4]
- 1981: Bürgermedaille der Stadt Tübingen[3]
- 1981: Verdienstmedaille des Landes Baden-Württemberg[5]